# Humbert III de Salins
Pour les articles homonymes, voir Humbert et Humbert III.
Humbert III de Salins, mort en 1132 ou 1133, surnommé le Renforcé est seigneur de Salins au XIIe siècle.

## Biographie

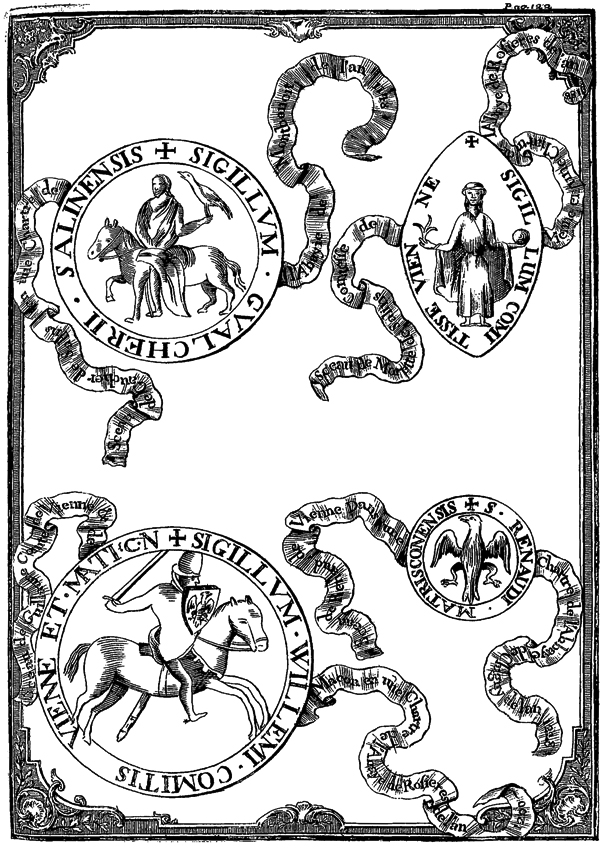
Sceaux de Gaucher III de Salins, de Maurette de Salins, de de Mâcon et de Renaud de Vienne.

Il est le fils de Gaucher II de Salins et de Béatrix. Il était témoin de la fondation du prieuré de Saint-Nicolas et des donations faites par son père aux monastères de Mièges et de Cluny. Il entrait en conflit avec les religieux de Saint-Bénigne de Dijon au sujet des droits que ceux-ci ont sur les salines de Salins ; une chaudière leur était donnée par Otte-Guillaume de Bourgogne, premier comte palatin de Bourgogne, et Humbert considérait ce don comme une usurpation, c'est pourquoi il s'en emparait de force et leur en interdisait l'usage. La plainte, portée devant Guy de Bourgogne, archevêque de Vienne et futur pape sous le nom de Calixte II, était renvoyée au jugement d'Anséric. Celui-ci décidait de confirmer le don tout en engageant les religieux à payer à Humbert 10 marcs d'argent. En 1126 il consentait à céder l'église de Bannans, sur la demande de l'archevêque Anséric, au profit du prieuré de Romain-Moûtier. Il décédait à son retour de Palestine (au cours du XIIe siècle beaucoup de chevaliers partent pour soutenir les Francs des Etats latins d'Orient après la première croisade) avant d'avoir pu réaliser son vœu de faire édifier l'abbaye Notre-Dame de Rosières, ce qui sera entrepris par son fils Gaucher III. Avant son départ il gratifiait nombre d'édifices religieux dont l'Abbaye Notre-Dame de Billon.
Mariage et succession :

Son épouse est inconnue, il a :
- Gaucher III, père de Maurette de Salins qui épouse Géraud Ier, comte de Mâcon et de Vienne, sire de Traves : d'où la suite des comtes de Vienne et de Mâcon et des sires de Salins ;
- Humbert IV, qui succédera à son frère ;
- N… : elle épouse Thibaud ;
- N… : elle épouse le seigneur de Valbert-Villars (ou Vilar-Walbert : Walperswill) de qui elle aura Rodolphe de Valbert-Villars ;
- Élisabeth : elle semble épouse Renaud de Traves (cf. Renaud de Traves à l'article seigneurs de Traves), connétable du comté de Bourgogne, dont elle aurait Nicole de Traves ou de Salins (aussi présentée comme la fille d'Humbert IV), épouse de Simon II de Broyes-Commercy ; par cette union la maison de Commercy venait s'établir dans la comté de Bourgogne où elle possèdera jusqu'au XIVe siècle des biens importants, venus donc des sires de Salins par Nicole : les terres de Château-Villain (baronnie située entre celle de Nozeroy et la Terre de Saint-Claude ; le château fort était à Sirod sur la crête faisant la limite avec Bourg-de-Sirod[2]), de Montrivel (le Mont-Rivel dominant Champagnole), et de Chaux-des-Crotenay[3],[1] ;
- Guillaume.

## Sources